# Biblioteca de la Universidad Carlos III de Madrid
La Universidad Carlos III de Madrid se creó por la Ley 9/1989 de 5 de mayo. Oficialmente, su Biblioteca se define así: 

La Biblioteca de la Universidad es un centro de recursos para el aprendizaje, la docencia, la investigación, la formación continua y las actividades relacionadas con el funcionamiento y la gestión de la Universidad en su conjunto.
(Universidad Carlos III de Madrid, Estatutos, artículo 161)

## Estructura de la biblioteca
La biblioteca es un servicio único de la Universidad que se estructura en cinco sucursales o puntos de atención diferentes repartidos por los cuatro campus: la Biblioteca de la Facultad de Ciencias Sociales y Jurídicas, la Biblioteca de la Facultad de Humanidades, Documentación y Comunicación, ambas en Getafe; la Biblioteca de la Escuela Politécnica Superior, en Leganés, la Biblioteca Multidisciplinar del campus de Colmenarejo y la Biblioteca del campus de Madrid-Puerta de Toledo.

### Localización de los puntos de atención
- Biblioteca de la Facultad de Ciencias Sociales y Jurídicas: Edificio "María Moliner", C/ Madrid 126-128 - Getafe (Madrid)
- Biblioteca de la Facultad de Humanidades, Documentación y Comunicación: Edificio "Carmen Martín Gaite", C/ Madrid, 135 - Getafe (Madrid)
- Biblioteca de la Escuela Politécnica Superior: Edificio "Rey Pastor", Av. Universidad, 30 - Leganés (Madrid)
- Biblioteca Multidisciplinar del campus de Colmenarejo: Edificio "Menéndez Pidal", Av. Gregorio Peces-Barba, 22 - Colmenarejo (Madrid)
- Biblioteca del campus Madrid-Puerta de Toledo: Ronda de Toledo, 1 (Madrid)

### Colecciones
La colección bibliográfica de la Biblioteca es común, lo que quiere decir que cualquier usuario de cualquiera de los campus tiene el mismo acceso a ella. La colección básica, con obras en diferentes formatos, consta de:
- Manuales
- Bibliografía recomendada
- Fondo especializado
- Revistas especializadas y prensa en papel

También hay acceso a numerosos recursos electrónicos y al E-Archivo, recopilación cuyo objetivo es ofrecer acceso abierto a los resultados de las tareas académicas e investigadoras de la comunidad universitaria.
Además hay colecciones especiales reunidas por interés temático:
- Archivo Francisco Lobatón
- Archivo Gregorio Peces-Barba
- Archivo Pérez Ornia
- Archivo Joaquín Ruiz-Giménez
- Colección de idiomas
- Colección de Madrid
- Colección de viajes
- Fondo antiguo
- Colección Alberto Elena
- Colección Aranguren
- Colección CEACS
- Colección José Manaut
- Colección Leopoldo de Luis
- Colección Ángela Figuera Aymerich
- Colección Nicolás Sánchez-Albornoz

A todo esto hay que añadir los fondos depositados en los centros de documentación y bibliotecas depositarias:
- Centro de Documentación Europea, red de centros de información de la Unión Europea
- Biblioteca depositaria de Naciones Unidas
- PATLIB: Servicio de información de patentes, de la red de oficinas de la Oficina Europea de Patentes y la Oficina Española de Patentes y Marcas
- Biblioteca depositaria de la Organización Mundial del Turismo

Se conforma a través de la adquisición de documentos solicitados principalmente por departamentos, titulaciones, grupos de investigación, etc. Cualquier usuario puede hacer solicitudes de adquisición, pero destaca el material de estudio recomendado por los docentes así como los fondos adquiridos con cargo a proyectos de investigación. Son numerosas también las donaciones particulares o menores, donde destacan los depósitos o donaciones de diversas bibliotecas privadas (Leopoldo de Luis, José Luis López Aranguren, Joaquín Ruiz-Giménez Cortés) e institucionales (Instituto de Ciencias Jurídicas del CSIC, Biblioteca del Instituto Nacional de Industria)
En los últimos años el mayor esfuerzo se ha dirigido al desarrollo de la colección electrónica, tanto a través de la adquisición de recursos electrónicos (bases de datos y obras de consulta, libros, revistas y documentos de carácter diverso: normas, informes, tesis) como en paralelo, a la digitalización de los fondos propios generados por la Universidad (tesis, proyectos, documentos de trabajo), todos ellos accesibles en línea a través de la Web de la Universidad. La cooperación con otros organismos (Dialnet) y la adquisición compartida (Consorcio Madroño) han sido esenciales para el desarrollo de la colección electrónica.

### Servicios
Los usuarios de la Biblioteca de la Universidad Carlos III de Madrid tienen una variada oferta de servicios adecuados a sus necesidades específicas. Los principales destinatarios de los servicios son los miembros de la comunidad universitaria: alumnos, Personal Docente e Investigador y Personal de Administración y Servicios.
Sólo los miembros de la comunidad universitaria tienen acceso al préstamo, al uso de algunas instalaciones y equipamiento y a los servicios a distancia. También tienen acceso al préstamo aquellos usuarios autorizados mediante la obtención de un carné temporal.
Sin embargo, otros servicios como la lectura en las salas o la consulta de los fondos de libre acceso, no están restringidos y también pueden acceder a ellos los usuarios externos.
La Biblioteca organiza asimismo diversas actividades culturales de animación a la lectura y de exposición de sus fondos bibliográficos.
Aunque la mayoría de los servicios están abiertos a todos los usuarios, algunos grupos cuentan con adaptaciones específicas de los servicios recogidas en distintas cartas de servicio: docentes, investigadores, antiguos alumnos, alumnos discapacitados, alumnos semi-presenciales, etc.
La Biblioteca participa muy activamente en proyectos transversales institucionales, coordinando la gestión de los contenidos y la formación de usuarios en esos proyectos transversales: Portal Institucional, Plataforma de docencia (Campus Global/Moodle), Open Course Ware, Ada-Madrid...

#### Catálogo de servicios
- Salas de trabajo y estudio: infraestructuras para crear espacios adecuados a las distintas actividades que estudiantes, docentes e investigadores necesitan desarrollar en la Universidad junto al equipamiento mobiliario, técnico e informático necesario para ello. Salas de estudio, salas de trabajo, salas de trabajo en grupo, salas de trabajo individual, aulas informáticas, salas de videoconferencia, salas de formación, salas de profesores, salas de audiovisuales, aulas de idiomas…
- Servicio de circulación: préstamo, reserva, renovaciones, totalmente automatizado: muchas de las gestiones y solicitudes se pueden realizar a través de la página Web de la Biblioteca y otros servicios de la Red
- Préstamo (o tránsito) inter-centros : La biblioteca dispone de un servicio de mensajería que hace posible la circulación de libros entre las distintas bibliotecas de la Universidad en 24 horas
- Préstamo Interbibliotecario: permite solicitar documentos a otras bibliotecas del mundo. Por su parte, el Pasaporte Madroño, permite a los profesores y alumnos de tercer ciclo acceder al préstamo en otras bibliotecas universitarias de la Comunidad de Madrid.
- Información y Referencia, apoyada por la colección de recursos electrónicos adquirida por la Biblioteca y por el Consorcio Madroño de bibliotecas universitarias y científicas de la Comunidad de Madrid
- Formación de usuarios: desarrollada a través de talleres, cursos y seminarios periódicos y apoyando actividades docentes relacionadas con el desarrollo de habilidades para el estudio y la investigación, además de la elaboración de tutoriales de autoaprendizaje, guías y ayudas.
- Aulas de idiomas: equipamiento, recursos y asesoramiento para preparar las pruebas de nivel de la Universidad y en general potenciar el conocimiento de otras lenguas.
- Actividades culturales: distintas actividades dirigidas al fomento de la lectura y la promoción de acciones culturales (blogs, exposiciones) relacionadas con el cine, la música, los libros, el teatro, etc
- Apoyo a la innovación docente, mediante su participación en la Unidad UC3M Digital
- Apoyo a la investigación: acreditación y sexenios, índices de impacto, propiedad intelectual e industrial.